# نهر الريحان

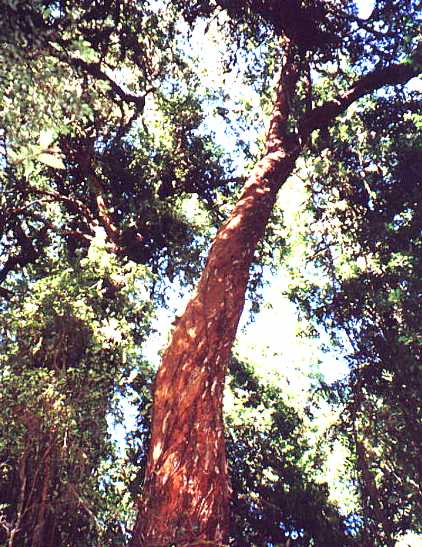
غابة الريحان

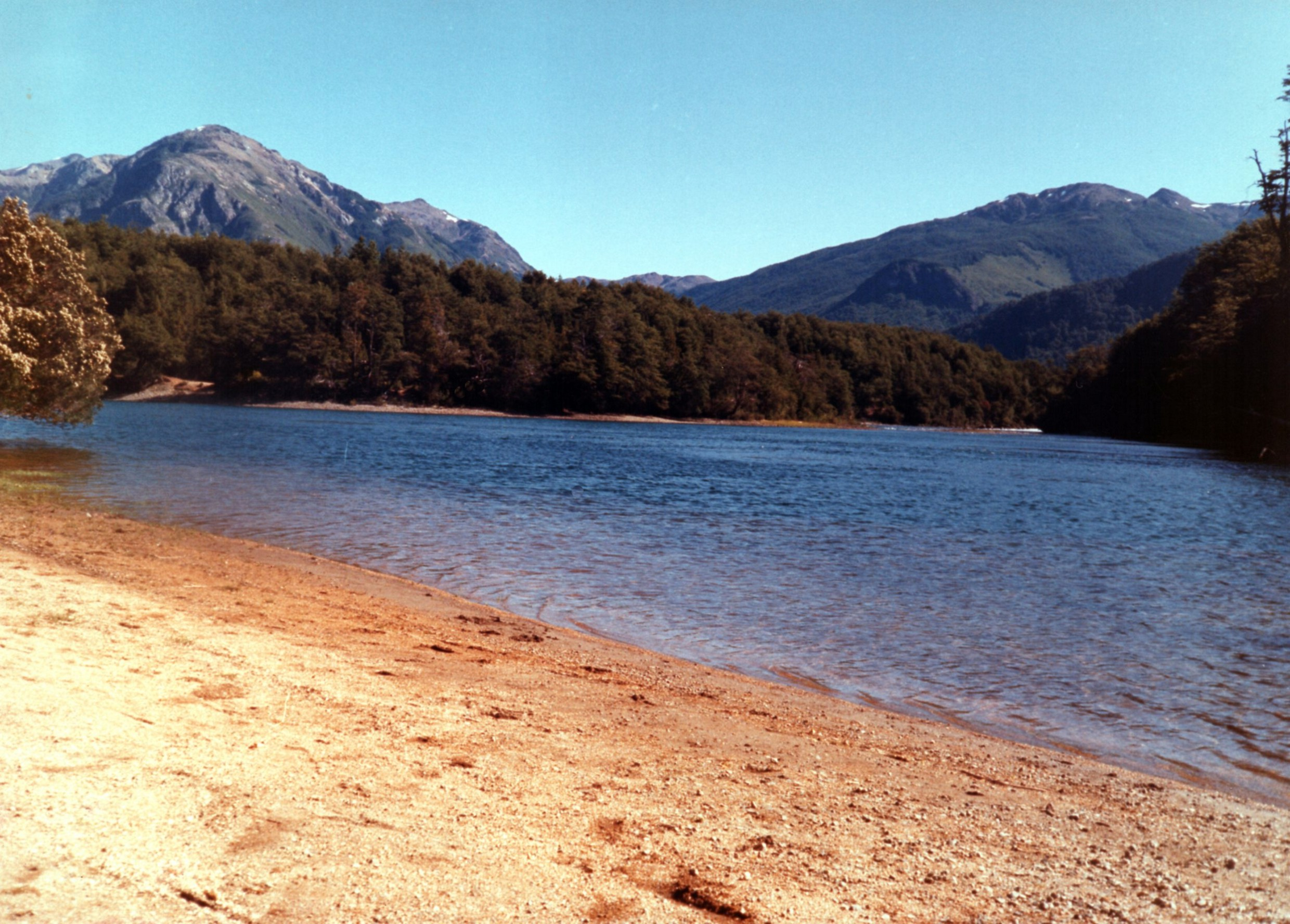
شاطئ رملي على حافة نهر الريحان

نهر الريحانأو (نقحرة: ريو أرايانيس) هو نهر في بَتَغُنية الأرجنتين يتدفق إلى الشمال الغربي من مقاطعة شُبُوت . وهي تنتمي إلى حوض نهر فوتاليوفو ، الذي يمر من الأرجنتين إلى تشيلي ويصب مياهه في المحيط الهادئ .